# ظهرة مطر (حبيش)

تعديل مصدري - تعديل

ظهرة مطر محلة تابعة لقرية القطبة، التابعة لعزلة بني شبيب بمديرية حبيش إحدى مديريات محافظة إب في الجمهورية اليمنية، بلغ تعداد سكانها 40 حسب تعداد اليمن لعام 2004.